# Lepidozona coreanica
Lepidozona coreanica är en blötdjursart som först beskrevs av Reeve 1847.  Lepidozona coreanica ingår i släktet Lepidozona och familjen Ischnochitonidae. Inga underarter finns listade i Catalogue of Life.